# Cyril Dean Darlington
Cyril Dean Darlington (19 de diciembre de 1903-26 de marzo de 1981) fue un botánico, eugenesista y genetista británico. Descubrió el mecanismo del entrecruzamiento genético y su importancia para la evolución.

## Biografía académica
Darlington comenzó como técnico voluntario en el John Innes Horticultural Institution (Merton), donde trabajó con William Bateson, Frank Newton y, poco después de la muerte de estos dos, con J.B.S. Haldane, que se incorporó al instituto. Durante estos primeros años comenzó a hacer contribuciones importantes para la comprensión de la relación entre el entrecruzamiento genético y los eventos microscópicos experimentados por el cromosoma durante la mitosis. En 1932 publica su controvertido Avances recientes en Citología (Recent Advances in Cytology.), donde mostraba que los mecanismos evolutivos que actúan a nivel cromosómico crean posibilidades mucho más ricas que las simples mutaciones que afectan a genes individuales.
En 1937 es nombrado director del departamento de citología en 1937 y, dos años después, de la Institución Innes. En 1941 es elegido miembro de la Royal Society. Meses después es galardonado con la medalla Darwin y elegido presidente de la Sociedad Genética. En 1947 cofunda con Ronald Fisher la prestigiosa revista Heredity: An International Journal of Genetics.
En 1953 Darlington deja el Instituto y acepta la Cátedra de botánica en la Universidad de Oxford. Desde entonces se interesa por la genética aplicada a la botánica. Asimismo, se implica en extender la enseñanza de la ciencia, especialmente de la genética, en la universidad. En 1972, junto con otros cincuenta científicos de renombre, firma la "Resolución sobre la libertad científica en relación con el comportamiento humano y la herencia" ("Resolution on Scientific Freedom Regarding Human Behavior and Heredity"), donde se defendía un enfoque genético del comportamiento humano. En este mismo contexto, Darlington defendió a su colega John Baker (que había publicado su controvertido libro Raza en 1974) en la lucha contra el Lysenkoismo.
Darlington se retira de su cargo oficial de la universidad en 1971, pero sigue participando activamente y publicando su trabajo hasta su muerte en Oxford en 1981.

### Sociobiología
En los últimos años de su carrera, Darlington participó muy activamente en la polémica sobre el papel de la ciencia en la política. Desde 1948 condenó firmemente las políticas científicas de la Unión Soviética, que había denunciado oficialmente la genética mendeliana e ilegalizado su práctica en favor del Lysenkoismo.
Darlington desarrolló un profundo interés en la aplicación de la perspectiva genética en la comprensión de la historia de la humanidad. Creía que no sólo existían diferencias en carácter y cultura entre los individuos, sino que estas diferencias afectaban también a las razas. Sus ideas al respecto están recogidas en su ensayo Human Variation: The Biopsychology of Age, Race, and Sex (1978).
A lo largo de veinticinco años (entre 1953 y 1978), Darlington publicó su trilogía sobre el Hombre: Genetics and Man (1953), The Evolution of Man and Society (1969) y The Little Universe of Man (1978).
- La abreviatura «C.D.Darl.» se emplea para indicar a Cyril Dean Darlington como autoridad en la descripción y clasificación científica de los vegetales.[1]